# Somewhere in England
Somewhere in England é um álbum de estúdio do cantor e compositor George Harrison, lançado em 1981.
Marcado por um desapontamento do intérprete com a indústria musical e por conflitos com a Warner Bros. Records, também foi lançado após a morte de John Lennon. O álbum possui uma homenagem ao ex-Beatle com a canção "All Those Years Ago", que contou com as participações de Paul McCartney, Ringo Starr e Linda McCartney e que, ao longo dos anos, se tornou um dos principais sucessos de George Harrison.

## Faixas
Todas as canções compostas por George Harrison, exceto onde anotado.
1. "Blood from a Clone" – 4:03
2. "Unconsciousness Rules" – 3:05
3. "Life Itself" – 4:25
4. "All Those Years Ago" – 3:45
5. "Baltimore Oriole" (Hoagy Carmichael) – 3:57
6. "Teardrops" – 4:07
7. "That Which I Have Lost" – 3:47
8. "Writing's on the Wall" – 3:59
9. "Hong Kong Blues" (Carmichael) – 2:55
10. "Save the World" – 4:54

## Ficha técnica
- George Harrison – guitarras, sintetizadores
- Ringo Starr – bateria
- Paul McCartney, Linda McCartney e Denny Laine – backing vocais em  "All Those Years Ago"
- Ray Cooper – bateria,teclado, sintetizadores, percussão
- Jim Keltner, Dave Mattacks – bateria
- Willie Weeks – baixo
- Herbie Flowers – baixo, tuba
- Gary Brooker, Al Kooper, Mike Moran e Neil Larsen – teclados e sintetizadores
- Tom Scott – letras
- Alla Rakha – tabla